# Oligonychus leandrianae
Oligonychus leandrianae är en spindeldjursart som beskrevs av Gutierrez 1970. Oligonychus leandrianae ingår i släktet Oligonychus och familjen Tetranychidae. Inga underarter finns listade i Catalogue of Life.